# Хантингтон Беј (Њујорк)
Хантингтон Беј (енгл. Huntington Bay) град је у америчкој савезној држави Њујорк.

## Демографија
По попису из 2010. године број становника је 1.425, што је 71 (-4,7%) становника мање него 2000. године.
| Група             | 2000.         | 2010.         |
| Белци             | 1.454 (97,2%) | 1.329 (93,3%) |
| Афроамериканци    | 1 (0,1%)      | 7 (0,5%)      |
| Азијати           | 14 (0,9%)     | 26 (1,8%)     |
| Хиспаноамериканци | 19 (1,3%)     | 49 (3,4%)     |
| Укупно            | 1.496         | 1.425         |